# Lankaphthona
Lankaphthona là một chi bọ cánh cứng trong họ Chrysomelidae.
Chi này được miêu tả khoa học năm 2001 bởi Medvedev.

## Các loài
Các loài trong chi này gồm:
- Lankaphthona antennata Medvedev, 2001
- Lankaphthona bicolor Medvedev, 2001
- Lankaphthona micheli Medvedev, 2001